# Daron Malakian
Daron Malakian (Hollywood, 18 juli 1975) is een Armeens-Amerikaanse gitarist. Hij is tevens de tweede stem van de band System of a Down en gitarist en leadzanger van Scars on Broadway. 

## Jeugd
Malakian werd in Hollywood geboren als zoon van Armeense vader, Vartan Malakian, een kunstenaar, en een Armeense moeder, Zepur Malakian. Al op zijn 4e kwam hij in aanraking met bands als KISS, Van Halen, Iron Maiden, Judas Priest, Motörhead en Ozzy Osbourne. Hierdoor wilde hij drummer worden, maar omdat zijn ouders vonden dat een drum te veel lawaai maakte werd hij maar gitarist.
Op latere leeftijd begon hij te luisteren naar hardere metalbands als Slayer, Venom, Metallica, Pantera, Sepultura en Cannibal Corpse. Rond zijn 17e inspireerden The Beatles en Peter, Paul and Mary hem om liedjes te schrijven. Hij is nog steeds groot fan van Slayer aangezien hij soms Slayer-shirts draagt tijdens optredens. 
Hij ging naar een school, speciaal voor kinderen met Armeense afkomst, dezelfde school waar zijn latere mede-bandleden Serj Tankian en Shavo Odadjian naartoe gingen. Daar had hij geen goede reputatie: zijn resultaten waren zeer slecht en hij spijbelde veel.

## System of a Down
Malakian ontmoette Serj Tankian in 1993, toen Serj als toetsenist speelde voor een band en Daron gitarist en vocalist was voor een andere band. Nadat hun eerste band genaamd Soil uit elkaar viel startten ze samen met Shavo Odadjian een nieuwe band, System of a Down, afgeleid van een gedicht, Victims of a Down, dat Daron had geschreven. Shavo dacht dat ze 'Victims' beter konden veranderen in 'System' om zo dichter bij Slayer te kunnen staan. Shavo Odadjian werd bassist, Ontronik Khachaturian de drummer, maar na een handblessure moesten ze hem later vervangen voor de latere drummer John Dolmayan.

## Scars on Broadway
In 2006 besloten de leden van System of a Down dat ze tijdelijk uit elkaar zouden gaan om solo te gaan. Serj bracht in 2007 het album Elect the Dead uit, Shavo begon een band met enkele leden van de Wu-Tang Clan en Daron en John begonnen een nieuwe band: Scars on Broadway. Samen met de onbekende Franky Perez, Danny Shamoun en Dominic Cifarelli. In 2008 kwam hun eerste gelijknamige album uit, maar niet voordat ze twee nummers, They Say en Chemicals van tevoren hadden uitgebracht. Het tweede album genaamd 'Dictator' is in juli van 2018 uitgebracht.

## Samenwerking met andere artiesten
In 2014 werkte Daron samen met de Amerikaanse rockband Linkin Park aan een nummer genaamd 'Rebellion' op het album The Hunting Party.

## Privéleven
Daron woont in Glendale, Californië. Hij verzamelt kaarsen, Perzische tapijten, waterpijpen, instrumenten en schedels.
Hij is een supporter van de ijshockeyclub Los Angeles Kings.